# Бекань (комуна)
Бекань, Бекані (рум. Băcani) — комуна у повіті Васлуй в Румунії. До складу комуни входять такі села (дані про населення за 2002 рік):
- Бекань (1281 особа)
- Белтецень (343 особи)
- Вулпешень (220 осіб)
- Дружешть (450 осіб)
- Сусень (453 особи)

Комуна розташована на відстані 243 км на північний схід від Бухареста, 35 км на південь від Васлуя, 93 км на південь від Ясс, 103 км на північ від Галаца.

## Населення
За даними перепису населення 2002 року у комуні проживали 2747 осіб. Усі жителі комуни рідною мовою назвали румунську.
Національний склад населення комуни:
| Національність | Кількість осіб | Відсоток |
| -------------- | -------------- | -------- |
| румуни         | 2744           | 99,9%    |
| угорці         | 3              | 0,1%     |

Склад населення комуни за віросповіданням:
| Релігія            | Кількість осіб | Відсоток |
| ------------------ | -------------- | -------- |
| православні        | 2465           | 89,7%    |
| п'ятдесятники      | 133            | 4,8%     |
| бретрени           | 89             | 3,2%     |
| лютерани           | 55             | 2,0%     |
| адвентисти         | 2              | 0,1%     |
| римо-католики      | 1              | < 0,1%   |
| не релігійні       | 1              | < 0,1%   |
| не вказали релігію | 1              | < 0,1%   |